# Daniel Nigro

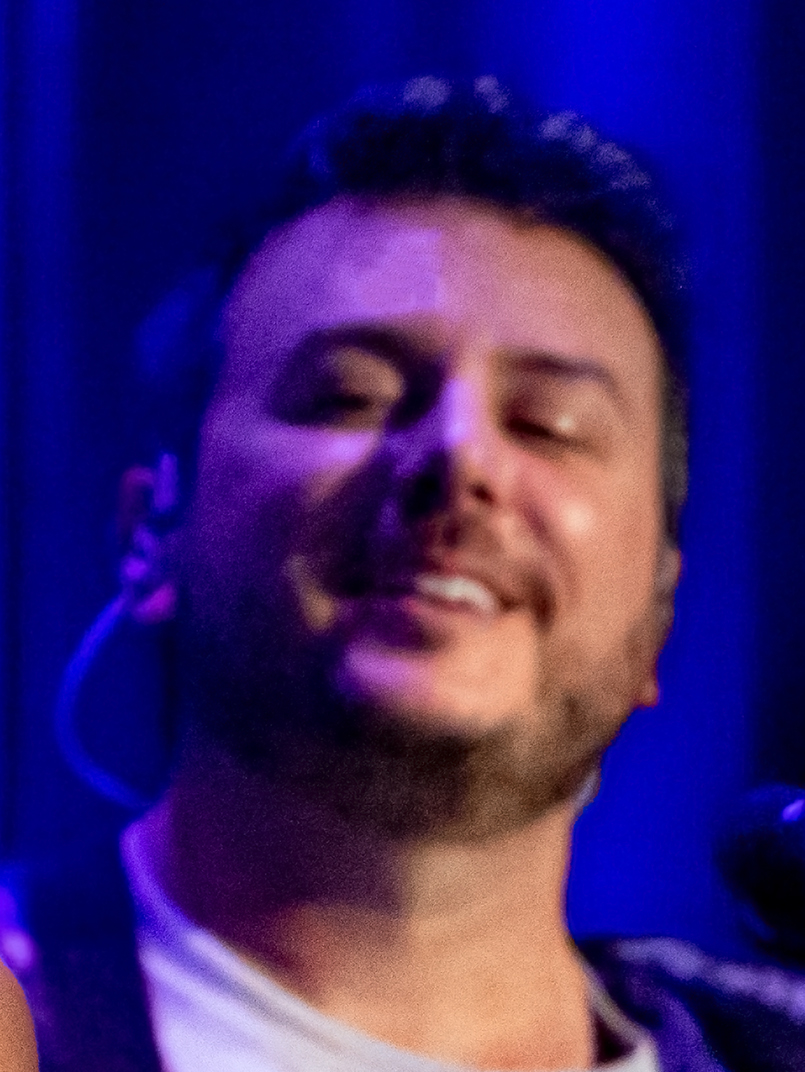
Dan Nigro (2023)

Daniel „Dan“ Leonard Nigro (* 1981) ist ein US-amerikanischer Musiker und Musikproduzent. Bekannt wurde er in den 2000er Jahren als Sänger der Rockband As Tall as Lions. Nach dem Aus der Band wechselte er zum Songwriting und dann vermehrt in die Musikproduktion. In den 2020ern war er mitverantwortlich für die Erfolge von Conan Gray, Olivia Rodrigo und Chappell Roan. Er wurde vielfach für Grammy Awards nominiert und erhielt den Preis 2023 für eine Albumproduktion.

## Biografie
Dan Nigro ist in Long Island geboren und aufgewachsen und besuchte die Fordham University. Aus seiner ersten Schulband entstand die Band As Tall as Lions mit Nigro als Leadsänger und Gitarrist. 9 Jahre bestand die Band und sie veröffentlichte 3 Alben. Nach der Auflösung 2010 ging er nach Los Angeles. Über einen Jugendfreund, den Produzenten Justin Raisen, der schon mit Charli XCX und Angel Olsen zusammengearbeitet hatte, fand er schnell Zugang zum Musikbetrieb hinter den Kulissen. Gemeinsam schrieben sie die Single You’re Not the One für Sky Ferreira, die seine Songwriter-Karriere in Gang brachte. Dabei war er zeitweise auch in der Werbung tätig und arbeitete für eine Produktionsfirma von Ariel Rechtshaid, mit dem er schon bei seinem ersten Song zusammengearbeitet hatte.
Mit zunehmender Erfahrung übernahm er auch immer öfter selbst die Produktion, zum Beispiel bei Mercy von Lewis Capaldi auf dessen erster EP Bloom von 2017. Die EP Sunset Season, die Conan Gray im folgenden Jahr den Chartdurchbruch brachte, produzierte er schon fast allein mit Unterstützung von Gray. Mit der Produktion seines Top-5-Debütalbums Kid Krow half er mit, den US-Musiker und -Blogger zu etablieren. Mit der Produktion von Pink Pony Club verhalf er auch der Sängerin Chappell Roan 2020 zu ihrem ersten Hit.
Der große persönliche Durchbruch kam aber im Jahr darauf durch die Zusammenarbeit mit der Schauspielerin-Sängerin Olivia Rodrigo. Er war maßgeblich verantwortlich für ihr Debütalbum Sour, das das zweiterfolgreichste Album 2021 in den USA war und mit Drivers License und Good 4 U außerdem noch zwei der erfolgreichsten Lieder des Jahres enthielt. Damit erhielt er auch drei Nominierungen in drei Hauptkategorien des wichtigsten US-amerikanischen Musikpreises, dem Grammy. In der Kategorie bestes Pop-Gesangsalbum gewann er seine erste Auszeichnung. Rodrigos zweites Album Guts war 2023 wieder ein Top-Album. Auch wenn es nicht ganz so erfolgreich war, brachte es ihm doch wieder mehrere Grammy-Nominierungen, erstmals auch in der Kategorie Produzent des Jahres.
Nachdem Chappell Roan trotz ihres ersten Hits von ihrem Label fallengelassen worden war, gründete Nigro sein eigenes Label Amusement, nahm sie dort auf und führte die Zusammenarbeit fort. Ergebnis war ihr Debütalbum The Rise and Fall of a Midwest Princess, das 2023 erschien. Mit Verzögerung und durch die Veröffentlichung des Titels Good Luck, Babe! wurde es 2024 zu seiner dritten Nummer-eins-Album-Produktion und brachte ihm erneut mehrere Nominierungen in den Grammy-Hauptkategorien.

## Auszeichnungen
Grammy Awards
- 2022: Pop Vocal Album für Sour von Olivia Rodrigo (Songwriting, Produktion)
  - Nominierungen: Album of the Year (Sour von Olivia Rodrigo), Song of the Year / Record of the Year (Drivers License von Olivia Rodrigo)
- 2024
  - Nominierungen: Producer of the Year, Album of the Year (Guts von Olivia Rodrigo), Song of the Year / Record of the Year (Vampire von Olivia Rodrigo), Rock Song (Ballad of a Homeschooled Girl von Olivia Rodrigo)
- 2025
  - Nominierungen: Producer of the Year, Album of the Year (The Rise and Fall of a Midwest Princess von Chappell Roan), Song the Year / Record of the Year (Good Luck, Babe! von Chappell Roan), Song for Visual Media (Can’t Catch Me Now von Olivia Rodrigo)

- ASCAP Pop Songwriter of the Year 2024 (zusammen mit Olivia Rodrigo)[4]